# Casa natale del Pontormo
La casa natale di Jacopo Carrucci detto "Il Pontormo" si trova a Pontorme, località nel comune di Empoli, provincia di Firenze.

## Storia e descrizione
Fu Ugo Procacci nel 1956 a identificare questo edificio come la casa dove il pittore nacque nel 1494.
L'anno seguente (1957) fu posta sulla facciata una lapide con incise parole dettate dal critirio letterario e critico d'arte Emilio Cecchi.
Dopo anni di degrado, l'immobile è stato acquistato dal Comune di Empoli nel 1995, proprio al termine delle celebrazioni dedicate al cinquecentenario della nascita del pittore: dopo un lungo intervento di restauro, finalmente è stata aperta al pubblico nel corso del 2006.
La casa è un edificio medievale su tre piani, dove si possono ammirare riproduzioni di disegni e dipinti del Pontormo, nonché del suo Diario.
Attualmente nell'edificio ha sede la Sezione didattica dei beni culturali della città e del Centro di studi sull'arte del Cinquecento nella provincia toscana.